# Alpiner Nor-Am Cup Herren
Diese Liste enthält die Sieger des Nor-Am Cup der Herren im alpinen Skisport. Neben dem Ersten der Gesamtwertung sind auch die Gewinner der einzelnen Disziplinenwertungen angegeben.
| Saison    | Gesamt                                            | Abfahrt                                           | Super-G                                           | Riesenslalom                                      | Slalom                                            | Kombination                                       |
| --------- | ------------------------------------------------- | ------------------------------------------------- | ------------------------------------------------- | ------------------------------------------------- | ------------------------------------------------- | ------------------------------------------------- |
| 2024/2025 | Raphael Lessard                                   | Raphael Lessard                                   | Raphael Lessard                                   | Liam Wallace                                      | Matej Vidović                                     | –                                                 |
| 2023/2024 | Simon Fournier                                    | Kyle Alexander                                    | Cameron Alexander                                 | Simon Fournier                                    | Matej Vidović                                     | –                                                 |
| 2022/2023 | Isaiah Nelson                                     | Erik Arvidsson                                    | Samuel Dupratt                                    | Asher Jordan                                      | Reto Schmidiger                                   | –                                                 |
| 2021/2022 | Liam Wallace                                      | Jeffrey Read                                      | Kyle Alexander                                    | Riley Seger                                       | Liam Wallace                                      | Isaiah Nelson                                     |
| 2020/2021 | Aufgrund der COVID-19-Pandemie nicht ausgetragen. | Aufgrund der COVID-19-Pandemie nicht ausgetragen. | Aufgrund der COVID-19-Pandemie nicht ausgetragen. | Aufgrund der COVID-19-Pandemie nicht ausgetragen. | Aufgrund der COVID-19-Pandemie nicht ausgetragen. | Aufgrund der COVID-19-Pandemie nicht ausgetragen. |
| 2019/2020 | Bridger Gile                                      | Jeffrey Read                                      | Kyle Negomir                                      | Bridger Gile                                      | Benjamin Ritchie                                  | Bridger Gile                                      |
| 2018/2019 | Kyle Negomir                                      | James Crawford                                    | Samuel Dupratt                                    | Nicholas Krause                                   | Simon Fournier                                    | Jeffrey Read                                      |
| 2017/2018 | River Radamus                                     | James Crawford                                    | James Crawford                                    | Brian McLaughlin                                  | Mark Engel                                        | Sam Morse                                         |
| 2016/2017 | Phil Brown                                        | Tyler Werry                                       | Brodie Seger                                      | Phil Brown                                        | David Ketterer                                    | Kipling Weisel                                    |
| 2015/2016 | Erik Read                                         | Jeffrey Frisch                                    | Erik Arvidsson                                    | Brennan Rubie                                     | Erik Read                                         | Erik Arvidsson                                    |
| 2014/2015 | Michael Ankeny                                    | Tyler Werry                                       | Jeffrey Frisch Broderick Thompson                 | Gino Caviezel                                     | Michael Ankeny                                    | Erik Arvidsson                                    |
| 2013/2014 | Ryan Cochran-Siegle                               | Bryce Bennett                                     | Tyler Werry                                       | Dustin Cook                                       | Colby Granstrom                                   | Erik Read                                         |
| 2012/2013 | Jared Goldberg                                    | Jared Goldberg                                    | Morgan Pridy                                      | Phil Brown                                        | Paul Stutz                                        | Morgan Pridy                                      |
| 2011/2012 | Erik Read                                         | Ryan Cochran-Siegle                               | Ryan Cochran-Siegle                               | Robby Kelley                                      | Will Brandenburg                                  | Erik Read                                         |
| 2010/2011 | Thomas Biesemeyer                                 | Wiley Maple                                       | Ryan Cochran-Siegle                               | Will Gregorak                                     | Jonathan Nordbotten                               | Thomas Biesemeyer                                 |
| 2009/2010 | Dustin Cook                                       | Steven Nyman                                      | Dustin Cook                                       | Jon Olsson                                        | Nolan Kasper                                      | Will Brandenburg                                  |
| 2008/2009 | Louis-Pierre Hélie                                | Erik Fisher                                       | Stefan Guay                                       | Brad Spence                                       | Brad Spence                                       | Louis-Pierre Hélie                                |
| 2007/2008 | Julien Cousineau                                  | Jeremy Transue                                    | Kevin Francis                                     | Julien Cousineau                                  | Cody Marshall                                     | Maximilian Hammer                                 |
| 2006/2007 | Andrew Weibrecht                                  | Erik Fisher                                       | Erik Fisher                                       | Tim Jitloff                                       | Cody Marshall                                     | Andrew Weibrecht                                  |
| 2005/2006 | Jake Zamansky                                     | Jeffrey Frisch                                    | Erik Fisher                                       | Jake Zamansky                                     | Paul Stutz                                        | –                                                 |
| 2004/2005 | John Kucera                                       | John Kucera                                       | John Kucera                                       | Ryan Semple                                       | Chip Knight                                       | –                                                 |
| 2003/2004 | David Anderson                                    | David Anderson                                    | David Anderson                                    | Julien Cousineau                                  | Ted Ligety                                        | –                                                 |
| 2002/2003 | Jesse Marshall                                    | Wade Bishop                                       | Scott Macartney                                   | Jesse Marshall                                    | Tom Rothrock                                      | –                                                 |
| 2001/2002 | Chip Knight                                       | Erik Guay                                         | Jeff Hume                                         | Chip Knight                                       | Chip Knight                                       | –                                                 |
| 2000/2001 | Marco Sullivan                                    | Marco Sullivan                                    | Marco Sullivan                                    | Jean-Philippe Roy                                 | Casey Puckett                                     | –                                                 |
| 1999/2000 | Jakub Fiala                                       | Brett Fischer                                     | Chad Mullen                                       | Thomas Vonn                                       | Erik Schlopy                                      | –                                                 |
| 1998/1999 | Jeff Durand                                       | Jeff Durand                                       | Scott Macartney                                   | Thomas Vonn                                       | Andy LeRoy                                        | –                                                 |
| 1997/1998 | Casey Puckett                                     | Ehlias Louis                                      | Chris Puckett                                     | Casey Puckett                                     | Stanley Hayer                                     | –                                                 |
| 1996/1997 | Sacha Gros                                        | Jeff Durand                                       | Chris Puckett                                     | Ryan Oughtred                                     | Sacha Gros                                        | –                                                 |
| 1995/1996 | Chris Puckett                                     | Kevin Wert                                        | Zachary Crist                                     | Chris Puckett                                     | Chip Knight                                       | –                                                 |
| 1994/1995 | Erik Schlopy                                      | AJ Kitt                                           | Daron Rahlves                                     | Erik Schlopy                                      | Stanley Hayer                                     | –                                                 |
| 1993/1994 | Thomas Grandi                                     | Roman Torn                                        | Daron Rahlves                                     | Thomas Grandi                                     | Rob Crossan                                       | –                                                 |
| 1992/1993 | Thomas Grandi                                     | Brian Stemmle                                     | Cary Mullen                                       | Thomas Grandi                                     | Rob Crossan                                       | –                                                 |
| 1991/1992 | Casey Puckett                                     | Roman Torn                                        | Erik Schlopy                                      | Casey Puckett                                     | Bernhard Bauer                                    | –                                                 |
| 1990/1991 | Jeremy Nobis                                      | Ed Podivinsky                                     | Todd Kelly                                        | Jeremy Nobis                                      | Tiger Shaw                                        | –                                                 |
| 1989/1990 | Tommy Moe                                         | AJ Kitt                                           | Tommy Moe                                         | Jeremy Nobis                                      | Joe Levins                                        | –                                                 |
| 1988/1989 | Barry Galvin                                      | AJ Kitt                                           | AJ Kitt                                           | Barry Galvin                                      | Greg Grossmann                                    | –                                                 |
| 1987/1988 | Felix McGrath                                     | Mike Carney                                       | Mike Brown Gerhard Pfaffenbichler                 | Felix McGrath                                     | Felix McGrath                                     | –                                                 |
| 1986/1987 | Alain Villiard                                    | Donald Stevens                                    | Jim Read                                          | Konrad Walk                                       | Alain Villiard                                    | –                                                 |
| 1985/1986 | Christian Gaidet                                  | Sam Collins Rob Boyd Mike Brown                   | Gregg Brockway                                    | Jim Read                                          | Michael Tommy                                     | –                                                 |
| 1984/1985 | Felix McGrath                                     | Brian Stemmle                                     | –                                                 | Hubert Schweighofer                               | Felix McGrath                                     | –                                                 |
| 1983/1984 | Tiger Shaw                                        | Alan Lauba                                        | –                                                 | Tiger Shaw                                        | John Buxman                                       | –                                                 |
| 1982/1983 | Jörgen Sundqvist                                  | Doug Powell                                       | –                                                 | Tiger Shaw                                        | Jörgen Sundqvist                                  | –                                                 |
| 1981/1982 | Pierre Brazeau                                    | Thomas Bowers                                     | –                                                 | Ben Akkers                                        | Pierre Brazeau                                    | –                                                 |
| 1980/1981 | Tiger Shaw                                        | keine Wertung                                     | –                                                 | Michael Frost                                     | François Jodoin                                   | –                                                 |
| 1979/1980 | Mark Taché                                        | Mark Taché                                        | –                                                 | Mark Taché                                        | nicht bekannt                                     | –                                                 |
| 1978/1979 | Mike Famy                                         | nicht bekannt                                     | –                                                 | nicht bekannt                                     | nicht bekannt                                     | –                                                 |
| 1977/1978 | Billy Taylor                                      | Doug Powell                                       | –                                                 | Bob Hill                                          | Billy Taylor                                      | –                                                 |
| 1976/1977 | Raymond Pratte                                    | Robin McLeish                                     | –                                                 | Phil Mahre                                        | Mike Durtschi                                     | –                                                 |
| 1975/1976 | Eric Wilson                                       | Eric Wilson                                       | –                                                 | Ron Fuller                                        | John Teague                                       | –                                                 |
| 1974/1975 | Peter Dodge                                       | Steven Devin                                      | –                                                 | Russell Goodman                                   | Peter Dodge                                       | –                                                 |
| 1973/1974 | Gary Aiken                                        | Gary Aiken                                        | –                                                 | Steve Mahre                                       | Steve Mahre                                       | –                                                 |
| 1972/1973 | Cary Adgate                                       | Heinz Weixelbaum                                  | –                                                 | Cary Adgate                                       | Heinz Weixelbaum                                  | –                                                 |
| 1971/1972 | Ron Bowles                                        | Rudd Pyles                                        | –                                                 | Ron Bowles                                        | Steve Lathrop                                     | –                                                 |
| 1970/1971 | Lance Poulsen                                     | Craig Shanholtzer                                 | –                                                 | Lance Poulsen                                     | Otto Tschudi                                      | –                                                 |

## Belege und Weblinks
- Gesamt- und Disziplinensieger bis zur Saison 2009/2010: Alpine Canada (Hrsg.): Canadian Alpine Ski Teams Media Guide 2010/2011. S. 119–128.
- Gesamt- und Disziplinenwertungen ab der Saison 1998/1999: FIS-Website